# Lista de episódios de Os Simpsons (temporadas 1–20)

Imagem promocional de Simpsons Roasting on an Open Fire, o primeiro episódio da primeira temporada da sitcom.

Neste artigo, segue uma lista dos episódios das temporadas 1–20 da sitcom norte-americana Os Simpsons, uma criação de Matt Groening.

## Resumo
Legenda
As classificações ("ratings") para The Simpsons estão divididas em duas tabelas:
- As temporadas 1–11 estão classificadas como famílias (em milhões).
- As temporadas 12–28 estão classificados como espectadores.

| Temporada | Temporada | Episódios | Episódios | Originalmente exibido  | Originalmente exibido | Nielsen ratings                  | Nielsen ratings | Nielsen ratings |
| Temporada | Temporada | Episódios | Episódios | Estreia da temporada   | Final da temporada    | Famílias / Espectadores          | Classificação   | Avaliação       |
| --------- | --------- | --------- | --------- | ---------------------- | --------------------- | -------------------------------- | --------------- | --------------- |
|           | 1         | 13        | 13        | 17 de dezembro de 1989 | 13 de maio de 1990    | 13.4 milhões de famílias[n1]     | 30              | 14.5            |
|           | 2         | 22        | 22        | 11 de outubro de 1990  | 11 de julho de 1991   | 12.2 milhões de famílias[n1][n2] | 38              | N/A             |
|           | 3         | 24        | 24        | 19 de setembro de 1991 | 27 de agosto de 1992  | 12.0 milhões de famílias[n1][n3] | 33              | N/A             |
|           | 4         | 22        | 22        | 24 de setembro de 1992 | 13 de maio de 1993    | 12.1 milhões de famílias[n1]     | 30              | 13.0            |
|           | 5         | 22        | 22        | 30 de setembro de 1993 | 19 de maio de 1994    | 10.5 milhões de famílias[n1][n4] | 53              | N/A             |
|           | 6         | 25        | 25        | 4 de setembro de 1994  | 21 de maio de 1995    | 9.0 milhões de famílias[n1]      | 67              | N/A             |
|           | 7         | 25        | 25        | 17 de setembro de 1995 | 19 de maio de 1996    | 8.0 milhões de famílias[n1]      | 75              | N/A             |
|           | 8         | 25        | 25        | 27 de outubro de 1996  | 18 de maio de 1997    | 8.6 milhões de famílias          | 53              | N/A             |
|           | 9         | 25        | 25        | 21 de setembro de 1997 | 17 de maio de 1998    | 9.1 milhões de famílias          | 32              | 9.2             |
|           | 10        | 23        | 23        | 23 de agosto de 1998   | 16 de maio de 1999    | 7.9 milhões de famílias          | 46              | N/A             |
|           | 11        | 22        | 22        | 26 de setembro de 1999 | 21 de maio de 2000    | 8.2 milhões de famílias          | 44              | N/A             |
|           | 12        | 21        | 21        | 1 de novembro de 2000  | 20 de maio de 2001    | 14.7 milhões de espectadores     | 21              | N/A             |
|           | 13        | 22        | 22        | 6 de novembro de 2001  | 22 de maio de 2002    | 12.4 milhões de espectadores     | 30              | N/A             |
|           | 14        | 22        | 22        | 3 de novembro de 2002  | 18 de maio de 2003    | 13.4 milhões de espectadores     | 25              | N/A             |
|           | 15        | 22        | 22        | 2 de novembro de 2003  | 23 de maio de 2004    | 10.6 milhões de espectadores     | 42              | N/A             |
|           | 16        | 21        | 21        | 7 de novembro de 2004  | 15 de maio de 2005    | 9.6 milhões de espectadores      | 52              | N/A             |
|           | 17        | 22        | 22        | 11 de setembro de 2005 | 21 de maio de 2006    | 9.1 milhões de espectadores      | 62              | 3.2             |
|           | 18        | 22        | 22        | 10 de setembro de 2006 | 20 de maio de 2007    | 8.6 milhões de espectadores      | 60              | 4.1             |
|           | Filme     | Filme     | Filme     | 27 de julho de 2007    | 27 de julho de 2007   | N/A                              | N/A             | N/A             |
|           | 19        | 20        | 20        | 23 de setembro de 2007 | 18 de maio de 2008    | 8.0 milhões de espectadores      | 87              | N/A             |
|           | 20        | 21        | 21        | 28 de setembro de 2008 | 17 de maio de 2009    | 6.9 milhões de espectadores      | 77              | N/A             |
|           | 21        | 23        | 23        | 27 de setembro de 2009 | 23 de maio de 2010    | 7.2 milhões de espectadores      | 61              | 3.4             |
|           | 22        | 22        | 22        | 26 de setembro de 2010 | 22 de maio de 2011    | 7.3 milhões de espectadores      | 65              | 3.3             |
|           | 23        | 22        | 22        | 25 de setembro de 2011 | 20 de maio de 2012    | 7.0 milhões de espectadores      | 69              | 3.3             |
|           | 24        | 22        | 22        | 30 de setembro de 2012 | 19 de maio de 2013    | 6.3 milhões de espectadores      | 70              | 2.9             |
|           | 25        | 22        | 22        | 29 de setembro de 2013 | 18 de maio de 2014    | 5.6 milhões de espectadores      | 81              | N/A             |
|           | 26        | 22        | 22        | 28 de setembro de 2014 | 17 de maio de 2015    | 5.6 milhões de espectadores      | 100             | 2.6             |
|           | 27        | 22        | 22        | 27 de setembro de 2015 | 22 de maio de 2016    | 4.7 milhões de espectadores      | 102             | 2.1             |
|           | 28        | 22        | 22        | 25 de setembro de 2016 | 21 de maio de 2017    | 4.8 milhões de espectadores      | 92              | 2.1             |
|           | 29        | 21        | 21        | 1 de outubro de 2017   | 20 de maio de 2018    | 4.1 milhões de espectadores      | 122             | 1.7             |
|           | 30        | 23        | 23        | 30 de setembro de 2018 | 12 de maio de 2019    | 3.7 milhões de espectadores      | 126             | 1.4             |
|           | 31        | 22        | 22        | 29 de setembro de 2019 | 17 de maio de 2020    | 3.0 milhões de espectadores      | 103             | 1.1             |
|           | 32        | 22        | 22        | 27 de setembro de 2020 | 23 de maio de 2021    | 2.4 milhões de espectadores      | 117             | 0.8             |
|           | 33        | 22        | 22        | 26 de setembro de 2021 | 22 de maio de 2022    | 2.3 milhões de espectadores      | 98              | 0.7             |
|           | 34        | 22        | 22        | 25 de setembro de 2022 | 21 de maio de 2023    | 2.1 milhões de espectadores      | 98              | 0.65            |
|           | 35        | 18        | 18        | 1 de outubro de 2023   | 19 de maio de 2024    | 1.99 milhões de espectadores     | 106             | 0.58            |
|           | 36        | 18 (+4)   | 18 (+4)   | 29 de setembro de 2024 | 18 de maio de 2025    | ASA                              | ASA             | ASA             |

Notas
1. Até a temporada de televisão de 1996/97, as classificações foram calculadas em 30 semanas de setembro a meados de abril. Os episódios que foram exibidos após meados de abril não faziam parte da média geral e da classificação.[30][31][32][33]
2. A primeira temporada tinha alcançado aproximadamente 13,4 milhões de famílias.[1] A segunda temporada caiu 9%,[30] resultando em uma média de aproximadamente 12,2 milhões de famílias espectadoras.
3. A temporada três teve uma classificação média de 13,0 pontos.[3] Para a temporada 1991/92, cada ponto representava 921 mil habitantes,[31] resultando em uma média total de aproximadamente 12,0 milhões de famílias espectadoras.
4. A quarta temporada apresentou aproximadamente 12,1 milhões de famílias espectadoras.[4] A temporada cinco caiu 13%,[32] resultando em uma média de aproximadamente 10,5 milhões de famílias espectadoras.

## Episódios

### 1.ª temporada (1989–90)
| № na série | N.º na temp. | Título                              | Dirigido por                       | Escrito por                                            | Exibição original       | Cód. de produção | Audiência nos EUA (em milhões) |
| ---------- | ------------ | ----------------------------------- | ---------------------------------- | ------------------------------------------------------ | ----------------------- | ---------------- | ------------------------------ |
| 1          | 1            | "Simpsons Roasting on an Open Fire" | David Silverman                    | Mimi Pond                                              | 17 de dezembro de 1989  | 7G08             | 26,7                           |
| 2          | 2            | "Bart the Genius"                   | David Silverman                    | Jon Vitti                                              | 14 de janeiro de 1990   | 7G02             | 24,5                           |
| 3          | 3            | "Homer's Odyssey"                   | Wes Archer                         | Jay Kogen e Wallace Wolodarsky                         | 21 de janeiro de 1990   | 7G03             | 27,5                           |
| 4          | 4            | "There's No Disgrace Like Home"     | Gregg Vanzo e Kent Butterworth     | Al Jean e Mike Reiss                                   | 28 de janeiro de 1990   | 7G04             | 20,2                           |
| 5          | 5            | "Bart the General"                  | David Silverman                    | John Swartzwelder                                      | 4 de fevereiro de 1990  | 7G05             | 27,1                           |
| 6          | 6            | "Moaning Lisa"                      | Wes Archer                         | Al Jean e Mike Reiss                                   | 11 de fevereiro de 1990 | 7G06             | 27,4                           |
| 7          | 7            | "The Call of the Simpsons"          | Wes Archer                         | John Swartzwelder                                      | 18 de fevereiro de 1990 | 7G09             | 27,6                           |
| 8          | 8            | "The Telltale Head"                 | Rich Moore                         | Al Jean, Mike Reiss, Sam Simon e Matt Groening         | 25 de fevereiro de 1990 | 7G07             | 28,0                           |
| 9          | 9            | "Life on the Fast Lane"             | David Silverman                    | John Swartzwelder                                      | 18 de março de 1990     | 7G11             | 33,5                           |
| 10         | 10           | "Homer's Night Out"                 | Rich Moore                         | Jon Vitti                                              | 25 de março de 1990     | 7G10             | 30,3                           |
| 11         | 11           | "The Crepes of Wrath"               | Wes Archer e Milton Gray           | George Meyer, Sam Simon, John Swartzwelder e Jon Vitti | 15 de abril de 1990     | 7G13             | 31,2                           |
| 12         | 12           | "Krusty Gets Busted"                | Brad Bird                          | Jay Kogen e Wallace Wolodarsky                         | 29 de abril de 1990     | 7G12             | 30,4                           |
| 13         | 13           | "Some Enchanted Evening"            | David Silverman e Kent Butterworth | Matt Groening e Sam Simon                              | 13 de maio de 1990      | 7G01             | 27,1                           |

### 2.ª temporada (1990–91)
| № na série | N.º na temp. | Título                                                  | Dirigido por                             | Escrito por                                                                   | Exibição original       | Cód. de produção | Audiência nos EUA (em milhões) |
| ---------- | ------------ | ------------------------------------------------------- | ---------------------------------------- | ----------------------------------------------------------------------------- | ----------------------- | ---------------- | ------------------------------ |
| 14         | 1            | "Bart Gets an F"                                        | David Silverman                          | David M. Stern                                                                | 11 de outubro de 1990   | 7F03             | 33,6                           |
| 15         | 2            | "Simpson and Delilah"                                   | Rich Moore                               | Jon Vitti                                                                     | 18 de outubro de 1990   | 7F02             | 29,9                           |
| 16         | 3            | "Treehouse of Horror"                                   | Wes Archer, Rich Moore e David Silverman | John Swartzwelder, Jay Kogen, Wallace Wolodarsky, Edgar Allan Poe e Sam Simon | 25 de outubro de 1990   | 7F04             | 27,4                           |
| 17         | 4            | "Two Cars in Every Garage and Three Eyes on Every Fish" | Wes Archer                               | Sam Simon e John Swartzwelder                                                 | 1 de novembro de 1990   | 7F01             | 26,1                           |
| 18         | 5            | "Dancin' Homer"                                         | Mark Kirkland                            | Ken Levine e David Isaacs                                                     | 8 de novembro de 1990   | 7F05             | 26,1                           |
| 19         | 6            | "Dead Putting Society"                                  | Rich Moore                               | Jeff Martin                                                                   | 15 de novembro de 1990  | 7F08             | 25,4                           |
| 20         | 7            | "Bart vs. Thanksgiving"                                 | David Silverman                          | George Meyer                                                                  | 22 de novembro de 1990  | 7F07             | 25,9                           |
| 21         | 8            | "Bart the Daredevil"                                    | Wesley Meyer Archer                      | Jay Kogen e Wallace Wolodarsky                                                | 6 de dezembro de 1990   | 7F06             | 26,2                           |
| 22         | 9            | "Itchy & Scratchy & Marge"                              | Jim Reardon                              | John Swartzwelder                                                             | 20 de dezembro de 1990  | 7F09             | 22,2                           |
| 23         | 10           | "Bart Gets Hit by a Car"                                | Mark Kirkland                            | John Swartzwelder                                                             | 10 de janeiro de 1991   | 7F10             | 24,8                           |
| 24         | 11           | "One Fish, Two Fish, Blowfish, Blue Fish"               | Wesley M. Archer                         | Nell Scovell                                                                  | 24 de janeiro de 1991   | 7F11             | 24,2                           |
| 25         | 12           | "The Way We Was"                                        | David Silverman                          | Al Jean, Mike Reiss e Sam Simon                                               | 31 de janeiro de 1991   | 7F12             | 26,8                           |
| 26         | 13           | "Homer vs. Lisa and the 8th Commandment"                | Rich Moore                               | Steve Pepoon                                                                  | 7 de fevereiro de 1991  | 7F13             | 26,2                           |
| 27         | 14           | "Principal Charming"                                    | Mark Kirkland                            | David M. Stern                                                                | 14 de fevereiro de 1991 | 7F15             | 23,9                           |
| 28         | 15           | "Oh Brother, Where Art Thou?"                           | W.M. "Bud" Archer                        | Jeff Martin                                                                   | 21 de fevereiro de 1991 | 7F16             | 26,8                           |
| 29         | 16           | "Bart's Dog Gets an F"                                  | Jim Reardon                              | Jon Vitti                                                                     | 7 de março de 1991      | 7F14             | 23,9                           |
| 30         | 17           | "Old Money"                                             | David Silverman                          | Jay Kogen e Wallace Wolodarsky                                                | 28 de março de 1991     | 7F17             | 21,2                           |
| 31         | 18           | "Brush with Greatness"                                  | Jim Reardon                              | Brian K. Roberts                                                              | 11 de abril de 1991     | 7F18             | 20,6                           |
| 32         | 19           | "Lisa's Substitute"                                     | Rich Moore                               | Jon Vitti                                                                     | 25 de abril de 1991     | 7F19             | 17,7                           |
| 33         | 20           | "The War of the Simpsons"                               | Mark Kirkland                            | John Swartzwelder                                                             | 2 de maio de 1991       | 7F20             | 19,7                           |
| 34         | 21           | "Three Men and a Comic Book"                            | Wes M. Archer                            | Jeff Martin                                                                   | 9 de maio de 1991       | 7F21             | 21,0                           |
| 35         | 22           | "Blood Feud"                                            | David Silverman                          | George Meyer                                                                  | 11 de agosto de 1991    | 7F22             | 17,3                           |

### 3.ª temporada (1991–92)
| № na série | N.º na temp. | Título                              | Dirigido por              | Escrito por                                                                   | Exibição original       | Cód. de produção | Audiência nos EUA (em milhões) |
| ---------- | ------------ | ----------------------------------- | ------------------------- | ----------------------------------------------------------------------------- | ----------------------- | ---------------- | ------------------------------ |
| 36         | 1            | "Stark Raving Dad"                  | Rich Moore                | Al Jean e Mike Reiss                                                          | 19 de setembro de 1991  | 7F24             | 22,9                           |
| 37         | 2            | "Mr. Lisa Goes to Washington"       | Wes Archer                | George Meyer                                                                  | 26 de setembro de 1991  | 8F01             | 20,2                           |
| 38         | 3            | "When Flanders Failed"              | Jim Reardon               | Jon Vitti                                                                     | 3 de outubro de 1991    | 7F23             | 22,8                           |
| 39         | 4            | "Bart the Murderer"                 | Rich Moore                | John Swartzwelder                                                             | 10 de outubro de 1991   | 8F03             | 20,8                           |
| 40         | 5            | "Homer Defined"                     | Mark Kirkland             | Howard Gewirtz                                                                | 17 de outubro de 1991   | 8F04             | 20,6                           |
| 41         | 6            | "Like Father, Like Clown"           | Jeffrey Lynch e Brad Bird | Jay Kogen e Wallace Wolodarsky                                                | 24 de outubro de 1991   | 8F05             | 20,2                           |
| 42         | 7            | "Treehouse of Horror II"            | Jim Reardon               | Al Jean, Mike Reiss, Jeff Martin, George Meyer, Sam Simon e John Swartzwelder | 31 de outubro de 1991   | 8F02             | 20,0                           |
| 43         | 8            | "Lisa's Pony"                       | Carlos Baeza              | Al Jean e Mike Reiss                                                          | 7 de novembro de 1991   | 8F06             | 23,0                           |
| 44         | 9            | "Saturdays of Thunder"              | Jim Reardon               | Ken Levine e David Isaacs                                                     | 14 de novembro de 1991  | 8F07             | 24,7                           |
| 45         | 10           | "Flaming Moe's"                     | Rich Moore e Alan Smart   | Robert Cohen                                                                  | 21 de novembro de 1991  | 8F08             | 23,9                           |
| 46         | 11           | "Burns Verkaufen der Kraftwerk"     | Mark Kirkland             | Jon Vitti                                                                     | 5 de dezembro de 1991   | 8F09             | 21,1                           |
| 47         | 12           | "I Married Marge"                   | Jeffrey Lynch             | Jeff Martin                                                                   | 26 de dezembro de 1991  | 8F10             | 21,9                           |
| 48         | 13           | "Radio Bart"                        | Carlos Baeza              | Jon Vitti                                                                     | 9 de janeiro de 1992    | 8F11             | 24,2                           |
| 49         | 14           | "Lisa the Greek"                    | Rich Moore                | Jay Kogen e Wallace Wolodarsky                                                | 23 de janeiro de 1992   | 8F12             | 23,2                           |
| 50         | 15           | "Homer Alone"                       | Mark Kirkland             | David M. Stern                                                                | 6 de fevereiro de 1992  | 8F14             | 23,7                           |
| 51         | 16           | "Bart the Lover"                    | Carlos Baeza              | Jon Vitti                                                                     | 13 de fevereiro de 1992 | 8F16             | 20,5                           |
| 52         | 17           | "Homer at the Bat"                  | Jim Reardon               | John Swartzwelder                                                             | 20 de fevereiro de 1992 | 8F13             | 24,6                           |
| 53         | 18           | "Separate Vocations"                | Jeffrey Lynch             | George Meyer                                                                  | 27 de fevereiro de 1992 | 8F15             | 23,7                           |
| 54         | 19           | "Dog of Death"                      | Jim Reardon               | John Swartzwelder                                                             | 12 de março de 1992     | 8F17             | 23,4                           |
| 55         | 20           | "Colonel Homer"                     | Mark Kirkland             | Matt Groening                                                                 | 26 de março de 1992     | 8F19             | 25,5                           |
| 56         | 21           | "Black Widower"                     | David Silverman           | História por : Thomas Chastain e Sam Simon Roteiro por : Jon Vitti            | 9 de abril de 1992      | 8F20             | 17,3                           |
| 57         | 22           | "The Otto Show"                     | Wes Archer                | Jeff Martin                                                                   | 23 de abril de 1992     | 8F21             | 17,5                           |
| 58         | 23           | "Bart's Friend Falls in Love"       | Jim Reardon               | Jay Kogen e Wallace Wolodarsky                                                | 7 de maio de 1992       | 8F22             | 19,5                           |
| 59         | 24           | "Brother, Can You Spare Two Dimes?" | Rich Moore                | John Swartzwelder                                                             | 27 de agosto de 1992    | 8F23             | 17,2                           |

### 4.ª temporada (1992–93)
| № na série | N.º na temp. | Título                                       | Dirigido por    | Escrito por                                                               | Exibição original       | Cód. de produção | Audiência nos EUA (em milhões) |
| ---------- | ------------ | -------------------------------------------- | --------------- | ------------------------------------------------------------------------- | ----------------------- | ---------------- | ------------------------------ |
| 60         | 1            | "Kamp Krusty"                                | Mark Kirkland   | David M. Stern                                                            | 24 de setembro de 1992  | 8F24             | 21,8                           |
| 61         | 2            | "A Streetcar Named Marge"                    | Rich Moore      | Jeff Martin                                                               | 1 de outubro de 1992    | 8F18             | 18,3                           |
| 62         | 3            | "Homer the Heretic"                          | Jim Reardon     | George Meyer                                                              | 8 de outubro de 1992    | 9F01             | 19,3                           |
| 63         | 4            | "Lisa the Beauty Queen"                      | Mark Kirkland   | Jeff Martin                                                               | 15 de outubro de 1992   | 9F02             | 19,0                           |
| 64         | 5            | "Treehouse of Horror III"                    | Carlos Baeza    | Al Jean, Mike Reiss, Jay Kogen, Wallace Wolodarsky, Sam Simon e Jon Vitti | 29 de outubro de 1992   | 9F04             | 25,1                           |
| 65         | 6            | "Itchy & Scratchy: The Movie"                | Rich Moore      | John Swartzwelder                                                         | 3 de novembro de 1992   | 9F03             | 20,1                           |
| 66         | 7            | "Marge Gets a Job"                           | Jeffrey Lynch   | Bill Oakley e Josh Weinstein                                              | 5 de novembro de 1992   | 9F05             | 22,9                           |
| 67         | 8            | "New Kid on the Block"                       | Wes Archer      | Conan O'Brien                                                             | 12 de novembro de 1992  | 9F06             | 23,1                           |
| 68         | 9            | "Mr. Plow"                                   | Jim Reardon     | Jon Vitti                                                                 | 19 de novembro de 1992  | 9F07             | 24,0                           |
| 69         | 10           | "Lisa's First Word"                          | Mark Kirkland   | Jeff Martin                                                               | 3 de dezembro de 1992   | 9F08             | 28,6                           |
| 70         | 11           | "Homer's Triple Bypass"                      | David Silverman | Gary Apple e Michael Carrington                                           | 17 de dezembro de 1992  | 9F09             | 23,6                           |
| 71         | 12           | "Marge vs. the Monorail"                     | Rich Moore      | Conan O'Brien                                                             | 14 de janeiro de 1993   | 9F10             | 23,0                           |
| 72         | 13           | "Selma's Choice"                             | Carlos Baeza    | David M. Stern                                                            | 21 de janeiro de 1993   | 9F11             | 24,5                           |
| 73         | 14           | "Brother from the Same Planet"               | Jeff Lynch      | Jon Vitti                                                                 | 4 de fevereiro de 1993  | 9F12             | 23,8                           |
| 74         | 15           | "I Love Lisa"                                | Wes Archer      | Frank Mula                                                                | 11 de fevereiro de 1993 | 9F13             | 25,2                           |
| 75         | 16           | "Duffless"                                   | Jim Reardon     | David M. Stern                                                            | 18 de fevereiro de 1993 | 9F14             | 25,7                           |
| 76         | 17           | "Last Exit to Springfield"                   | Mark Kirkland   | Jay Kogen e Wallace Wolodarsky                                            | 11 de março de 1993     | 9F15             | 22,4                           |
| 77         | 18           | "So It's Come to This: A Simpsons Clip Show" | Carlos Baeza    | Jon Vitti                                                                 | 1 de abril de 1993      | 9F17             | 25,5                           |
| 78         | 19           | "The Front"                                  | Rich Moore      | Adam I. Lapidus                                                           | 15 de abril de 1993     | 9F16             | 20,1                           |
| 79         | 20           | "Whacking Day"                               | Jeff Lynch      | John Swartzwelder                                                         | 29 de abril de 1993     | 9F18             | 20,0                           |
| 80         | 21           | "Marge in Chains"                            | Jim Reardon     | Bill Oakley e Josh Weinstein                                              | 6 de maio de 1993       | 9F20             | 17,3                           |
| 81         | 22           | "Krusty Gets Kancelled"                      | David Silverman | John Swartzwelder                                                         | 13 de maio de 1993      | 9F19             | 19,4                           |

### 5.ª temporada (1993–94)
| № na série | N.º na temp. | Título                                                                         | Dirigido por    | Escrito por                                                                             | Exibição original       | Cód. de produção | Audiência nos EUA (em milhões) |
| ---------- | ------------ | ------------------------------------------------------------------------------ | --------------- | --------------------------------------------------------------------------------------- | ----------------------- | ---------------- | ------------------------------ |
| 82         | 1            | "Homer's Barbershop Quartet"                                                   | Mark Kirkland   | Jeff Martin                                                                             | 30 de setembro de 1993  | 9F21             | 19,9                           |
| 83         | 2            | "Cape Feare"                                                                   | Rich Moore      | Jon Vitti                                                                               | 7 de outubro de 1993    | 9F22             | 20,0                           |
| 84         | 3            | "Homer Goes to College"                                                        | Jim Reardon     | Conan O'Brien                                                                           | 14 de outubro de 1993   | 1F02             | 18,1                           |
| 85         | 4            | "Rosebud"                                                                      | Wes Archer      | John Swartzwelder                                                                       | 21 de outubro de 1993   | 1F01             | 19,5                           |
| 86         | 5            | "Treehouse of Horror IV"                                                       | David Silverman | Conan O'Brien, Bill Oakley, Josh Weinstein, Greg Daniels, Dan McGrath e Bill Canterbury | 28 de outubro de 1993   | 1F04             | 24,0                           |
| 87         | 6            | "Marge on the Lam"                                                             | Mark Kirkland   | Bill Canterbury                                                                         | 4 de novembro de 1993   | 1F03             | 21,7                           |
| 88         | 7            | "Bart's Inner Child"                                                           | Bob Anderson    | George Meyer                                                                            | 11 de novembro de 1993  | 1F05             | 18,7                           |
| 89         | 8            | "Boy-Scoutz 'n the Hood"                                                       | Jeffrey Lynch   | Dan McGrath                                                                             | 18 de novembro de 1993  | 1F06             | 20,1                           |
| 90         | 9            | "The Last Temptation of Homer"                                                 | Carlos Baeza    | Frank Mula                                                                              | 9 de dezembro de 1993   | 1F07             | 20,6                           |
| 91         | 10           | "$pringfield (or, How I Learned to Stop Worrying and Love Legalized Gambling)" | Wes Archer      | Bill Oakley e Josh Weinstein                                                            | 16 de dezembro de 1993  | 1F08             | 17,9                           |
| 92         | 11           | "Homer the Vigilante"                                                          | Jim Reardon     | John Swartzwelder                                                                       | 6 de janeiro de 1994    | 1F09             | 20,1                           |
| 93         | 12           | "Bart Gets Famous"                                                             | Susie Dietter   | John Swartzwelder                                                                       | 3 de fevereiro de 1994  | 1F11             | 20,0                           |
| 94         | 13           | "Homer and Apu"                                                                | Mark Kirkland   | Greg Daniels                                                                            | 10 de fevereiro de 1994 | 1F10             | 21,8                           |
| 95         | 14           | "Lisa vs. Malibu Stacy"                                                        | Jeffrey Lynch   | Bill Oakley e Josh Weinstein                                                            | 17 de fevereiro de 1994 | 1F12             | 19,9                           |
| 96         | 15           | "Deep Space Homer"                                                             | Carlos Baeza    | David Mirkin                                                                            | 24 de fevereiro de 1994 | 1F13             | 18,2                           |
| 97         | 16           | "Homer Loves Flanders"                                                         | Wes Archer      | David Richardson                                                                        | 17 de março de 1994     | 1F14             | 18,0                           |
| 98         | 17           | "Bart Gets an Elephant"                                                        | Jim Reardon     | John Swartzwelder                                                                       | 31 de março de 1994     | 1F15             | 17,0                           |
| 99         | 18           | "Burns' Heir"                                                                  | Mark Kirkland   | Jace Richdale                                                                           | 14 de abril de 1994     | 1F16             | 14,7                           |
| 100        | 19           | "Sweet Seymour Skinner's Baadasssss Song"                                      | Bob Anderson    | Bill Oakley e Josh Weinstein                                                            | 28 de abril de 1994     | 1F18             | 19,7                           |
| 101        | 20           | "The Boy Who Knew Too Much"                                                    | Jeffrey Lynch   | John Swartzwelder                                                                       | 5 de maio de 1994       | 1F19             | 15,5                           |
| 102        | 21           | "Lady Bouvier's Lover"                                                         | Wes Archer      | Bill Oakley e Josh Weinstein                                                            | 12 de maio de 1994      | 1F21             | 15,1                           |
| 103        | 22           | "Secrets of a Successful Marriage"                                             | Carlos Baeza    | Greg Daniels                                                                            | 19 de maio de 1994      | 1F20             | 15,6                           |

### 6.ª temporada (1994–95)
| № na série | N.º na temp. | Título                         | Dirigido por         | Escrito por                                                                           | Exibição original       | Cód. de produção | Audiência nos EUA (em milhões) |
| ---------- | ------------ | ------------------------------ | -------------------- | ------------------------------------------------------------------------------------- | ----------------------- | ---------------- | ------------------------------ |
| 104        | 1            | "Bart of Darkness"             | Jim Reardon          | Dan McGrath                                                                           | 4 de setembro de 1994   | 1F22             | 15,1                           |
| 105        | 2            | "Lisa's Rival"                 | Mark Kirkland        | Mike Scully                                                                           | 11 de setembro de 1994  | 1F17             | 16,7                           |
| 106        | 3            | "Another Simpsons Clip Show"   | David Silverman      | Jon Vitti                                                                             | 25 de setembro de 1994  | 2F33             | 13,5                           |
| 107        | 4            | "Itchy & Scratchy Land"        | Wes Archer           | John Swartzwelder                                                                     | 2 de outubro de 1994    | 2F01             | 14,8                           |
| 108        | 5            | "Sideshow Bob Roberts"         | Mark Kirkland        | Bill Oakley e Josh Weinstein                                                          | 9 de outubro de 1994    | 2F02             | 14,4                           |
| 109        | 6            | "Treehouse of Horror V"        | Jim Reardon          | Greg Daniels, Dan McGrath, David S. Cohen e Bob Kushell                               | 30 de outubro de 1994   | 2F03             | 22,2                           |
| 110        | 7            | "Bart's Girlfriend"            | Susie Dietter        | Jonathan Collier                                                                      | 6 de novembro de 1994   | 2F04             | 15,3                           |
| 111        | 8            | "Lisa on Ice"                  | Bob Anderson         | Mike Scully                                                                           | 13 de novembro de 1994  | 2F05             | 17,9                           |
| 112        | 9            | "Homer Badman"                 | Jeff Lynch           | Greg Daniels                                                                          | 27 de novembro de 1994  | 2F06             | 15,5                           |
| 113        | 10           | "Grampa vs. Sexual Inadequacy" | Wes Archer           | Bill Oakley e Josh Weinstein                                                          | 4 de dezembro de 1994   | 2F07             | 14,1                           |
| 114        | 11           | "Fear of Flying"               | Mark Kirkland        | David Sacks                                                                           | 18 de dezembro de 1994  | 2F08             | 15,6                           |
| 115        | 12           | "Homer the Great"              | Jim Reardon          | John Swartzwelder                                                                     | 8 de janeiro de 1995    | 2F09             | 20,1                           |
| 116        | 13           | "And Maggie Makes Three"       | Swinton O. Scott III | Jennifer Crittenden                                                                   | 22 de janeiro de 1995   | 2F10             | 17,3                           |
| 117        | 14           | "Bart's Comet"                 | Bob Anderson         | John Swartzwelder                                                                     | 5 de fevereiro de 1995  | 2F11             | 18,7                           |
| 118        | 15           | "Homie the Clown"              | David Silverman      | John Swartzwelder                                                                     | 12 de fevereiro de 1995 | 2F12             | 17,5                           |
| 119        | 16           | "Bart vs. Australia"           | Wes Archer           | Bill Oakley e Josh Weinstein                                                          | 19 de fevereiro de 1995 | 2F13             | 15,1                           |
| 120        | 17           | "Homer vs. Patty and Selma"    | Mark Kirkland        | Brent Forrester                                                                       | 26 de fevereiro de 1995 | 2F14             | 18,9                           |
| 121        | 18           | "A Star Is Burns"              | Susie Dietter        | Ken Keeler                                                                            | 5 de março de 1995      | 2F31             | 14,4                           |
| 122        | 19           | "Lisa's Wedding"               | Jim Reardon          | Greg Daniels                                                                          | 19 de março de 1995     | 2F15             | 14,9                           |
| 123        | 20           | "Two Dozen and One Greyhounds" | Bob Anderson         | Mike Scully                                                                           | 9 de abril de 1995      | 2F18             | 11,6                           |
| 124        | 21           | "The PTA Disbands"             | Swinton O. Scott III | Jennifer Crittenden                                                                   | 16 de abril de 1995     | 2F19             | 11,8                           |
| 125        | 22           | "'Round Springfield"           | Steven Dean Moore    | História por : Mike Reiss e Al Jean Roteiro por : Joshua Sternin e Jeffrey Ventimilia | 30 de abril de 1995     | 2F32             | 12,6                           |
| 126        | 23           | "The Springfield Connection"   | Mark Kirkland        | Jonathan Collier                                                                      | 7 de maio de 1995       | 2F21             | 12,7                           |
| 127        | 24           | "Lemon of Troy"                | Jim Reardon          | Brent Forrester                                                                       | 14 de maio de 1995      | 2F22             | 13,1                           |
| 128        | 25           | "Who Shot Mr. Burns?"          | Jeffrey Lynch        | Bill Oakley e Josh Weinstein                                                          | 21 de maio de 1995      | 2F16             | 15,0                           |

### 7.ª temporada (1995–96)
| № na série | N.º na temp. | Título                                                                                | Dirigido por         | Escrito por | Exibição original       | Cód. de produção | Audiência nos EUA (em milhões) |
| ---------- | ------------ | ------------------------------------------------------------------------------------- | -------------------- | --- | ----------------------- | ---------------- | ------------------------------ |
| 129        | 1            | "Who Shot Mr. Burns? (Part Two)"                                                      | Wes Archer           | Bill Oakley e Josh Weinstein | 17 de setembro de 1995  | 2F20             | 22,6                           |
| 130        | 2            | "Radioactive Man"                                                                     | Susie Dietter        | John Swartzwelder | 24 de setembro de 1995  | 2F17             | 15,7                           |
| 131        | 3            | "Home Sweet Homediddly-Dum-Doodily"                                                   | Susie Dietter        | Jon Vitti | 1 de outubro de 1995    | 3F01             | 14,5                           |
| 132        | 4            | "Bart Sells His Soul"                                                                 | Wes Archer           | Greg Daniels | 8 de outubro de 1995    | 3F02             | 14,8                           |
| 133        | 5            | "Lisa the Vegetarian"                                                                 | Mark Kirkland        | David X. Cohen | 15 de outubro de 1995   | 3F03             | 14,6                           |
| 134        | 6            | "Treehouse of Horror VI"                                                              | Bob Anderson         | John Swartzwelder, Steve Tompkins e David X. Cohen | 29 de outubro de 1995   | 3F04             | 19,7                           |
| 135        | 7            | "King-Size Homer"                                                                     | Jim Reardon          | Dan Greaney | 5 de novembro de 1995   | 3F05             | 17,0                           |
| 136        | 8            | "Mother Simpson"                                                                      | David Silverman      | Richard Appel | 19 de novembro de 1995  | 3F06             | 15,3                           |
| 137        | 9            | "Sideshow Bob's Last Gleaming"                                                        | Dominic Polcino      | Spike Feresten | 26 de novembro de 1995  | 3F08             | 14,2                           |
| 138        | 10           | "The Simpsons 138th Episode Spectacular"                                              | David Silverman      | Jon Vitti | 3 de dezembro de 1995   | 3F31             | 16,4                           |
| 139        | 11           | "Marge Be Not Proud"                                                                  | Steven Dean Moore    | Mike Scully | 17 de dezembro de 1995  | 3F07             | 16,7                           |
| 140        | 12           | "Team Homer"                                                                          | Mark Kirkland        | Mike Scully | 7 de janeiro de 1996    | 3F10             | 16,7                           |
| 141        | 13           | "Two Bad Neighbors"                                                                   | Wes Archer           | Ken Keeler | 14 de janeiro de 1996   | 3F09             | 16,.5                          |
| 142        | 14           | "Scenes from the Class Struggle in Springfield"                                       | Susie Dietter        | Jennifer Crittenden | 4 de fevereiro de 1996  | 3F11             | 14,4                           |
| 143        | 15           | "Bart the Fink"                                                                       | Jim Reardon          | História por : Bob Kushell Roteiro por : John Swartzwelder | 11 de fevereiro de 1996 | 3F12             | 15,0                           |
| 144        | 16           | "Lisa the Iconoclast"                                                                 | Mike B. Anderson     | Jonathan Collier | 18 de fevereiro de 1996 | 3F13             | 13,4                           |
| 145        | 17           | "Homer the Smithers"                                                                  | Steven Dean Moore    | John Swartzwelder | 25 de fevereiro de 1996 | 3F14             | 14,1                           |
| 146        | 18           | "The Day the Violence Died"                                                           | Wes Archer           | John Swartzwelder | 17 de março de 1996     | 3F16             | 14,4                           |
| 147        | 19           | "A Fish Called Selma"                                                                 | Mark Kirkland        | Jack Barth | 24 de março de 1996     | 3F15             | 12,9                           |
| 148        | 20           | "Bart on the Road"                                                                    | Swinton O. Scott III | Richard Appel | 31 de março de 1996     | 3F17             | 11,8                           |
| 149        | 21           | "22 Short Films About Springfield"                                                    | Jim Reardon          | Richard Appel, David X. Cohen, Jonathan Collier, Jennifer Crittenden, Greg Daniels, Brent Forrester, Rachel Pulido, Steve Tompkins, Bill Oakley, Josh Weinstein e Matt Groening | 14 de abril de 1996     | 3F18             | 10,5                           |
| 150        | 22           | "Raging Abe Simpson and His Grumbling Grandson in 'The Curse of the Flying Hellfish'" | Jeffrey Lynch        | Jonathan Collier | 28 de abril de 1996     | 3F19             | 13,0                           |
| 151        | 23           | "Much Apu About Nothing"                                                              | Susie Dietter        | David X. Cohen | 5 de maio de 1996       | 3F20             | 11,3                           |
| 152        | 24           | "Homerpalooza"                                                                        | Wes Archer           | Brent Forrester | 19 de maio de 1996      | 3F21             | 12,9                           |
| 153        | 25           | "Summer of 4 Ft. 2"                                                                   | Mark Kirkland        | Dan Greaney | 19 de maio de 1996      | 3F22             | 14,7                           |

### 8.ª temporada (1996–97)
| № na série | N.º na temp. | Título                                              | Dirigido por      | Escrito por | Exibição original       | Cód. de produção | Audiência nos EUA (em milhões) |
| ---------- | ------------ | --------------------------------------------------- | ----------------- | --- | ----------------------- | ---------------- | ------------------------------ |
| 154        | 1            | "Treehouse of Horror VII"                           | Mike B. Anderson  | Ken Keeler, Dan Greaney e David X. Cohen | 27 de outubro de 1996   | 4F02             | 18,3                           |
| 155        | 2            | "You Only Move Twice"                               | Mike Anderson     | John Swartzwelder | 3 de novembro de 1996   | 3F23             | 13,9                           |
| 156        | 3            | "The Homer They Fall"                               | Mark Kirkland     | Jonathan Collier | 10 de novembro de 1996  | 4F03             | 17,0                           |
| 157        | 4            | "Burns, Baby Burns"                                 | Jim Reardon       | Ian Maxtone-Graham | 17 de novembro de 1996  | 4F05             | 12,6                           |
| 158        | 5            | "Bart After Dark"                                   | Dominic Polcino   | Richard Appel | 24 de novembro de 1996  | 4F06             | 14,1                           |
| 159        | 6            | "A Milhouse Divided"                                | Steven Dean Moore | Steve Tompkins | 1 de dezembro de 1996   | 4F04             | 12,8                           |
| 160        | 7            | "Lisa's Date with Density"                          | Susie Dietter     | Mike Scully | 15 de dezembro de 1996  | 4F01             | 12,2                           |
| 161        | 8            | "Hurricane Neddy"                                   | Bob Anderson      | Steve Young | 29 de dezembro de 1996  | 4F07             | 14,36                          |
| 162        | 9            | "The Mysterious Voyage of Homer"                    | Jim Reardon       | Ken Keeler | 5 de janeiro de 1997    | 3F24             | 14,9                           |
| 163        | 10           | "The Springfield Files"                             | Steven Dean Moore | Reid Harrison | 12 de janeiro de 1997   | 3G01             | 20,9                           |
| 164        | 11           | "The Twisted World of Marge Simpson"                | Chuck Sheetz      | Jennifer Crittenden | 19 de janeiro de 1997   | 4F08             | 14,0                           |
| 165        | 12           | "Mountain of Madness"                               | Mark Kirkland     | John Swartzwelder | 2 de fevereiro de 1997  | 4F10             | 17,5                           |
| 166        | 13           | "Simpsoncalifragilisticexpiala(Annoyed Grunt)cious" | Chuck Sheetz      | Al Jean e Mike Reiss | 7 de fevereiro de 1997  | 3G03             | 9,1                            |
| 167        | 14           | "The Itchy & Scratchy & Poochie Show"               | Steven Dean Moore | David S. Cohen | 9 de fevereiro de 1997  | 4F12             | 15,5                           |
| 168        | 15           | "Homer's Phobia"                                    | Mike B. Anderson  | Ron Hauge | 16 de fevereiro de 1997 | 4F11             | 15,3                           |
| 169        | 16           | "Brother from Another Series"                       | Pete Michels      | Ken Keeler | 23 de fevereiro de 1997 | 4F14             | 15,1                           |
| 170        | 17           | "My Sister, My Sitter"                              | Jim Reardon       | Dan Greaney | 2 de março de 1997      | 4F13             | 15,1                           |
| 171        | 18           | "Homer vs. the Eighteenth Amendment"                | Bob Anderson      | John Swartzwelder | 16 de março de 1997     | 4F15             | 14,6                           |
| 172        | 19           | "Grade School Confidential"                         | Susie Dietter     | Rachel Pulido | 6 de abril de 1997      | 4F09             | 13,3                           |
| 173        | 20           | "The Canine Mutiny"                                 | Dominic Polcino   | Ron Hauge | 13 de abril de 1997     | 4F16             | 13,2                           |
| 174        | 21           | "The Old Man and the Lisa"                          | Mark Kirkland     | John Swartzwelder | 20 de abril de 1997     | 4F17             | 14,0                           |
| 175        | 22           | "In Marge We Trust"                                 | Steven Dean Moore | Donick Cary | 27 de abril de 1997     | 4F18             | 16,9                           |
| 176        | 23           | "Homer's Enemy"                                     | Jim Reardon       | John Swartzwelder | 4 de maio de 1997       | 4F19             | 11,8                           |
| 177        | 24           | "The Simpsons Spin-Off Showcase"                    | Neil Affleck      | História por : Ken Keeler Roteiro por : David S. Cohen, Dan Greaney e Steve TompkinsHistória por : Ken Keeler Roteiro por : Dan GreaneyHistória por : Ken Keeler Roteiro por : Steve Tompkins | 11 de maio de 1997      | 4F20             | 11,6                           |
| 178        | 25           | "The Secret War of Lisa Simpson"                    | Mike B. Anderson  | Richard Appel | 18 de maio de 1997      | 4F21             | 12,7                           |

### 9.ª temporada (1997–98)
| № na série | N.º na temp. | Título                                   | Dirigido por         | Escrito por                                 | Exibição original       | Cód. de produção | Espectadores nos EUA (em milhões) |
| ---------- | ------------ | ---------------------------------------- | -------------------- | ------------------------------------------- | ----------------------- | ---------------- | --------------------------------- |
| 179        | 1            | "The City of New York vs. Homer Simpson" | Jim Reardon          | Ian Maxtone-Graham                          | 21 de setembro de 1997  | 4F22             | 17,44                             |
| 180        | 2            | "The Principal and the Pauper"           | Steven Dean Moore    | Ken Keeler                                  | 28 de setembro de 1997  | 4F23             | 14,86                             |
| 181        | 3            | "Lisa's Sax"                             | Dominic Polcino      | Al Jean                                     | 19 de outubro de 1997   | 3G02             | 12,85                             |
| 182        | 4            | "Treehouse of Horror VIII"               | Mark Kirkland        | Mike Scully, David X. Cohen e Ned Goldreyer | 26 de outubro de 1997   | 5F02             | 19,03                             |
| 183        | 5            | "The Cartridge Family"                   | Pete Michels         | John Swartzwelder                           | 2 de novembro de 1997   | 5F01             | 18,03                             |
| 184        | 6            | "Bart Star"                              | Dominic Polcino      | Donick Cary                                 | 9 de novembro de 1997   | 5F03             | 17,91                             |
| 185        | 7            | "The Two Mrs. Nahasapeemapetilons"       | Steven Dean Moore    | Richard Appel                               | 16 de novembro de 1997  | 5F04             | 19,80                             |
| 186        | 8            | "Lisa the Skeptic"                       | Neil Affleck         | David X. Cohen                              | 23 de novembro de 1997  | 5F05             | 16,01                             |
| 187        | 9            | "Realty Bites"                           | Swinton O. Scott III | Dan Greaney                                 | 7 de dezembro de 1997   | 5F06             | 17,73                             |
| 188        | 10           | "Miracle on Evergreen Terrace"           | Bob Anderson         | Ron Hauge                                   | 21 de dezembro de 1997  | 5F07             | 16,17                             |
| 189        | 11           | "All Singing, All Dancing"               | Mark Ervin           | Steve O'Donnell                             | 4 de janeiro de 1998    | 5F24             | 15,90                             |
| 190        | 12           | "Bart Carny"                             | Mark Kirkland        | John Swartzwelder                           | 11 de janeiro de 1998   | 5F08             | 19,21                             |
| 191        | 13           | "The Joy of Sect"                        | Steven Dean Moore    | Steve O'Donnell                             | 8 de fevereiro de 1998  | 5F23             | 16,20                             |
| 192        | 14           | "Das Bus"                                | Pete Michels         | David X. Cohen                              | 15 de fevereiro de 1998 | 5F11             | 15,98                             |
| 193        | 15           | "The Last Temptation of Krust"           | Mike B. Anderson     | Donick Cary                                 | 22 de fevereiro de 1998 | 5F10             | 16,50                             |
| 194        | 16           | "Dumbbell Indemnity"                     | Dominic Polcino      | Ron Hauge                                   | 1 de março de 1998      | 5F12             | 17,35                             |
| 195        | 17           | "Lisa the Simpson"                       | Susie Dietter        | Ned Goldreyer                               | 8 de março de 1998      | 4F24             | 17,79                             |
| 196        | 18           | "This Little Wiggy"                      | Neil Affleck         | Dan Greaney                                 | 22 de março de 1998     | 5F13             | 14,96                             |
| 197        | 19           | "Simpson Tide"                           | Mike B. Anderson     | Joshua Sternin e Jeffrey Ventimilia         | 29 de março de 1998     | 3G04             | 14,77                             |
| 198        | 20           | "The Trouble with Trillions"             | Swinton O. Scott III | Ian Maxtone-Graham                          | 5 de abril de 1998      | 5F14             | 11,39                             |
| 199        | 21           | "Girly Edition"                          | Mark Kirkland        | Larry Doyle                                 | 19 de abril de 1998     | 5F15             | 13,46                             |
| 200        | 22           | "Trash of the Titans"                    | Jim Reardon          | Ian Maxtone-Graham                          | 26 de abril de 1998     | 5F09             | 17,35                             |
| 201        | 23           | "King of the Hill"                       | Steven Dean Moore    | John Swartzwelder                           | 3 de maio de 1998       | 5F16             | 14,80                             |
| 202        | 24           | "Lost Our Lisa"                          | Pete Michels         | Brian Scully                                | 10 de maio de 1998      | 5F17             | 12,86                             |
| 203        | 25           | "Natural Born Kissers"                   | Klay Hall            | Matt Selman                                 | 17 de maio de 1998      | 5F18             | 14,12                             |

### 10.ª temporada (1998–99)
| № na série | N.º na temp. | Título                                         | Dirigido por                   | Escrito por                                          | Exibição original       | Cód. de produção | Audiência nos EUA (em milhões) |
| ---------- | ------------ | ---------------------------------------------- | ------------------------------ | ---------------------------------------------------- | ----------------------- | ---------------- | ------------------------------ |
| 204        | 1            | "Lard of the Dance"                            | Dominic Polcino                | Jane O'Brien                                         | 23 de agosto de 1998    | 5F20             | 11,84                          |
| 205        | 2            | "The Wizard of Evergreen Terrace"              | Mark Kirkland                  | John Swartzwelder                                    | 20 de setembro de 1998  | 5F21             | 13,90                          |
| 206        | 3            | "Bart the Mother"                              | Steven Dean Moore              | David X. Cohen                                       | 27 de setembro de 1998  | 5F22             | 11,94                          |
| 207        | 4            | "Treehouse of Horror IX"                       | Steven Dean Moore              | Donick Cary, Larry Doyle e David X. Cohen            | 25 de outubro de 1998   | AABF01           | 15,12                          |
| 208        | 5            | "When You Dish Upon a Star"                    | Pete Michels                   | Richard Appel                                        | 8 de novembro de 1998   | 5F19             | 15,34                          |
| 209        | 6            | "D'oh-in' in the Wind"                         | Mark Kirkland e Matthew Nastuk | Donick Cary                                          | 15 de novembro de 1998  | AABF02           | 13,94                          |
| 210        | 7            | "Lisa Gets an "A""                             | Bob Anderson                   | Ian Maxtone-Graham                                   | 22 de novembro de 1998  | AABF03           | 13,61                          |
| 211        | 8            | "Homer Simpson in: "Kidney Trouble""           | Mike B. Anderson               | John Swartzwelder                                    | 6 de dezembro de 1998   | AABF04           | 12,38                          |
| 212        | 9            | "Mayored to the Mob"                           | Swinton O. Scott III           | Ron Hauge                                            | 20 de dezembro de 1998  | AABF05           | 13,90                          |
| 213        | 10           | "Viva Ned Flanders"                            | Neil Affleck                   | David M. Stern                                       | 10 de janeiro de 1999   | AABF06           | 19,68                          |
| 214        | 11           | "Wild Barts Can't Be Broken"                   | Mark Ervin                     | Larry Doyle                                          | 17 de janeiro de 1999   | AABF07           | 15,21                          |
| 215        | 12           | "Sunday, Cruddy Sunday"                        | Steven Dean Moore              | Tom Martin, George Meyer, Brian Scully e Mike Scully | 31 de janeiro de 1999   | AABF08           | 19,11                          |
| 216        | 13           | "Homer to the Max"                             | Pete Michels                   | John Swartzwelder                                    | 7 de fevereiro de 1999  | AABF09           | 13,98                          |
| 217        | 14           | "I'm with Cupid"                               | Bob Anderson                   | Dan Greaney                                          | 14 de fevereiro de 1999 | AABF11           | 12,35                          |
| 218        | 15           | "Marge Simpson in: "Screaming Yellow Honkers"" | Mark Kirkland                  | David M. Stern                                       | 21 de fevereiro de 1999 | AABF10           | 14,64                          |
| 219        | 16           | "Make Room for Lisa"                           | Matthew Nastuk                 | Brian Scully                                         | 28 de fevereiro de 1999 | AABF12           | 12,40                          |
| 220        | 17           | "Maximum Homerdrive"                           | Swinton O. Scott III           | John Swartzwelder                                    | 28 de março de 1999     | AABF13           | 15,51                          |
| 221        | 18           | "Simpsons Bible Stories"                       | Nancy Kruse                    | Tim Long, Larry Doyle e Matt Selman                  | 4 de abril de 1999      | AABF14           | 12,86                          |
| 222        | 19           | "Mom and Pop Art"                              | Steven Dean Moore              | Al Jean                                              | 11 de abril de 1999     | AABF15           | 14,13                          |
| 223        | 20           | "The Old Man and the "C" Student"              | Mark Kirkland                  | Julie Thacker                                        | 25 de abril de 1999     | AABF16           | 11,16                          |
| 224        | 21           | "Monty Can't Buy Me Love"                      | Mark Ervin                     | John Swartzwelder                                    | 2 de maio de 1999       | AABF17           | 12,59                          |
| 225        | 22           | "They Saved Lisa's Brain"                      | Pete Michels                   | Matt Selman                                          | 9 de maio de 1999       | AABF18           | 10,45                          |
| 226        | 23           | "Thirty Minutes Over Tokyo"                    | Jim Reardon                    | Donick Cary e Dan Greaney                            | 16 de maio de 1999      | AABF20           | 12,51                          |

### 11.ª temporada (1999–2000)
| № na série | N.º na temp. | Título                                    | Dirigido por      | Escrito por                                       | Exibição original       | Cód. de produção | Audiência nos EUA (em milhões) |
| ---------- | ------------ | ----------------------------------------- | ----------------- | ------------------------------------------------- | ----------------------- | ---------------- | ------------------------------ |
| 227        | 1            | "Beyond Blunderdome"                      | Steven Dean Moore | Mike Scully                                       | 26 de setembro de 1999  | AABF23           | 12,93                          |
| 228        | 2            | "Brother's Little Helper"                 | Mark Kirkland     | George Meyer                                      | 3 de outubro de 1999    | AABF22           | 11,45                          |
| 229        | 3            | "Guess Who's Coming to Criticize Dinner?" | Nancy Kruse       | Al Jean                                           | 24 de outubro de 1999   | AABF21           | 10,73                          |
| 230        | 4            | "Treehouse of Horror X"                   | Pete Michels      | Donick Cary, Tim Long e Ron Hauge                 | 31 de outubro de 1999   | BABF01           | 13,83                          |
| 231        | 5            | "E-I-E-I-(Annoyed Grunt)"                 | Bob Anderson      | Ian Maxtone-Graham                                | 7 de novembro de 1999   | AABF19           | 14,35                          |
| 232        | 6            | "Hello Gutter, Hello Fadder"              | Mike B. Anderson  | Al Jean                                           | 14 de novembro de 1999  | BABF02           | 14,68                          |
| 233        | 7            | "Eight Misbehavin'"                       | Steven Dean Moore | Matt Selman                                       | 21 de novembro de 1999  | BABF03           | 15,89                          |
| 234        | 8            | "Take My Wife, Sleaze"                    | Neil Affleck      | John Swartzwelder                                 | 28 de novembro de 1999  | BABF05           | 15,28                          |
| 235        | 9            | "Grift of the Magi"                       | Matthew Nastuk    | Tom Martin                                        | 19 de dezembro de 1999  | BABF07           | 12,48                          |
| 236        | 10           | "Little Big Mom"                          | Mark Kirkland     | Carolyn Omine                                     | 9 de janeiro de 2000    | BABF04           | 17,88                          |
| 237        | 11           | "Faith Off"                               | Nancy Kruse       | Frank Mula                                        | 16 de janeiro de 2000   | BABF06           | 19,16                          |
| 238        | 12           | "The Mansion Family"                      | Michael Polcino   | John Swartzwelder                                 | 23 de janeiro de 2000   | BABF08           | 18,37                          |
| 239        | 13           | "Saddlesore Galactica"                    | Lance Kramer      | Tim Long                                          | 6 de fevereiro de 2000  | BABF09           | 16,48                          |
| 240        | 14           | "Alone Again, Natura-Diddily"             | Jim Reardon       | Ian Maxtone-Graham                                | 13 de fevereiro de 2000 | BABF10           | 18,37                          |
| 241        | 15           | "Missionary: Impossible"                  | Steven Dean Moore | Ron Hauge                                         | 20 de fevereiro de 2000 | BABF11           | 16,39                          |
| 242        | 16           | "Pygmoelian"                              | Mark Kirkland     | Larry Doyle                                       | 27 de fevereiro de 2000 | BABF12           | 16,51                          |
| 243        | 17           | "Bart to the Future"                      | Michael Marcantel | Dan Greaney                                       | 19 de março de 2000     | BABF13           | 14,71                          |
| 244        | 18           | "Days of Wine and D'oh'ses"               | Neil Affleck      | Deb Lacusta e Dan Castellaneta                    | 9 de abril de 2000      | BABF14           | 13,72                          |
| 245        | 19           | "Kill the Alligator and Run"              | Jen Kamerman      | John Swartzwelder                                 | 30 de abril de 2000     | BABF16           | 12,87                          |
| 246        | 20           | "Last Tap Dance in Springfield"           | Nancy Kruse       | Julie Thacker                                     | 7 de maio de 2000       | BABF15           | 12,13                          |
| 247        | 21           | "It's a Mad, Mad, Mad, Mad Marge"         | Steven Dean Moore | Larry Doyle                                       | 14 de maio de 2000      | BABF18           | 12,22                          |
| 248        | 22           | "Behind the Laughter"                     | Mark Kirkland     | Tim Long, George Meyer, Mike Scully e Matt Selman | 21 de maio de 2000      | BABF19           | 13.84                          |

### 12.ª temporada (2000–01)
| N.º geral | N.º na temp. | Título                           | Dirigido por      | Escrito por                                         | Exibição original       | Cód. de produção | Audiência nos EUA (em milhões) |
| --------- | ------------ | -------------------------------- | ----------------- | --------------------------------------------------- | ----------------------- | ---------------- | ------------------------------ |
| 249       | 1            | "Treehouse of Horror XI"         | Matthew Nastuk    | Rob LaZebnik, John Frink, Don Payne e Carolyn Omine | 1 de novembro de 2000   | BABF21           | 13,23                          |
| 250       | 2            | "A Tale of Two Springfields"     | Shaun Cashman     | John Swartzwelder                                   | 5 de novembro de 2000   | BABF20           | 16,18                          |
| 251       | 3            | "Insane Clown Poppy"             | Bob Anderson      | John Frink e Don Payne                              | 12 de novembro de 2000  | BABF17           | 16,44                          |
| 252       | 4            | "Lisa the Tree Hugger"           | Steven Dean Moore | Matt Selman                                         | 19 de novembro de 2000  | CABF01           | 14,87                          |
| 253       | 5            | "Homer vs. Dignity"              | Neil Affleck      | Rob LaZebnik                                        | 26 de novembro de 2000  | CABF04           | 14,99                          |
| 254       | 6            | "The Computer Wore Menace Shoes" | Mark Kirkland     | John Swartzwelder                                   | 3 de dezembro de 2000   | CABF02           | 15,60                          |
| 255       | 7            | "The Great Money Caper"          | Michael Polcino   | Carolyn Omine                                       | 10 de dezembro de 2000  | CABF03           | 16,84                          |
| 256       | 8            | "Skinner's Sense of Snow"        | Lance Kramer      | Tim Long                                            | 17 de dezembro de 2000  | CABF06           | 15,87                          |
| 257       | 9            | "HOMR"                           | Mike Anderson     | Al Jean                                             | 7 de janeiro de 2001    | BABF22           | 18,52                          |
| 258       | 10           | "Pokey Mom"                      | Bob Anderson      | Tom Martin                                          | 14 de janeiro de 2001   | CABF05           | 15,01                          |
| 259       | 11           | "Worst Episode Ever"             | Matthew Nastuk    | Larry Doyle                                         | 4 de fevereiro de 2001  | CABF08           | 18,50                          |
| 260       | 12           | "Tennis the Menace"              | Jen Kamerman      | Ian Maxtone-Graham                                  | 11 de fevereiro de 2001 | CABF07           | 13,98                          |
| 261       | 13           | "Day of the Jackanapes"          | Michael Marcantel | Al Jean                                             | 18 de fevereiro de 2001 | CABF10           | 15,39                          |
| 262       | 14           | "New Kids on the Blecch"         | Steven Dean Moore | Tim Long                                            | 25 de fevereiro de 2001 | CABF12           | 18,12                          |
| 163       | 15           | "Hungry, Hungry Homer"           | Nancy Kruse       | John Swartzwelder                                   | 4 de março de 2001      | CABF09           | 17,55                          |
| 264       | 16           | "Bye Bye Nerdie"                 | Lauren MacMullan  | John Frink e Don Payne                              | 11 de março de 2001     | CABF11           | 16,11                          |
| 265       | 17           | "Simpson Safari"                 | Mark Kirkland     | Mark Kirkland                                       | 1 de abril de 2001      | CABF13           | 13,28                          |
| 266       | 18           | "Trilogy of Error"               | Mike B. Anderson  | Matt Selman                                         | 29 de abril de 2001     | CABF14           | 14,41                          |
| 267       | 19           | "I'm Goin' to Praiseland"        | Chuck Sheetz      | Julie Thacker                                       | 6 de maio de 2001       | CABF15           | 13,06                          |
| 268       | 20           | "Children of a Lesser Clod"      | Mike Polcino      | Al Jean                                             | 13 de maio de 2001      | CABF16           | 13,81                          |
| 269       | 21           | "Simpsons Tall Tales"            | Bob Anderson      | John Frink, Don Payne, Bob Bendetson e Matt Selman  | 20 de maio de 2001      | CABF17           | 13,43                          |

### 13.ª temporada (2001–02)
| N.º geral | N.º na temp. | Título                          | Dirigido por      | Escrito por                                          | Exibição original       | Cód. de produção | Audiência nos EUA (em milhões) |
| --------- | ------------ | ------------------------------- | ----------------- | ---------------------------------------------------- | ----------------------- | ---------------- | ------------------------------ |
| 270       | 1            | "Treehouse of Horror XII"       | Jim Reardon       | Joel H. Cohen, John Frink, Don Payne e Carolyn Omine | 6 de novembro de 2001   | CABF19           | 13,04                          |
| 271       | 2            | "The Parent Rap"                | Mark Kirkland     | George Meyer e Mike Scully                           | 11 de novembro de 2001  | CABF22           | 14,91                          |
| 272       | 3            | "Homer the Moe"                 | Jen Kamerman      | Dana Gould                                           | 18 de novembro de 2001  | CABF20           | 14,44                          |
| 273       | 4            | "A Hunka Hunka Burns in Love"   | Lance Kramer      | John Swartzwelder                                    | 2 de dezembro de 2001   | CABF18           | 13,38                          |
| 274       | 5            | "The Blunder Years"             | Steven Dean Moore | Ian Maxtone-Graham                                   | 9 de dezembro de 2001   | CABF21           | 12,93                          |
| 275       | 6            | "She of Little Faith"           | Steven Dean Moore | Bill Freiberger                                      | 16 de dezembro de 2001  | DABF02           | 13,18                          |
| 276       | 7            | "Brawl in the Family"           | Matthew Nastuk    | Joel H. Cohen                                        | 6 de janeiro de 2002    | DABF01           | 11,83                          |
| 277       | 8            | "Sweets and Sour Marge"         | Mark Kirkland     | Carolyn Omine                                        | 20 de janeiro de 2002   | DABF03           | 12,27                          |
| 278       | 9            | "Jaws Wired Shut"               | Nancy Kruse       | Matt Selman                                          | 27 de janeiro de 2002   | DABF05           | 14,24                          |
| 279       | 10           | "Half-Decent Proposal"          | Lauren MacMullan  | Tim Long                                             | 10 de fevereiro de 2002 | DABF04           | 13,23                          |
| 280       | 11           | "The Bart Wants What It Wants"  | Michael Polcino   | John Frink e Don Payne                               | 17 de fevereiro de 2002 | DABF06           | 11,17                          |
| 281       | 12           | "The Lastest Gun in the West"   | Bob Anderson      | John Swartzwelder                                    | 24 de fevereiro de 2002 | DABF07           | 13,17                          |
| 282       | 13           | "The Old Man and the Key"       | Lance Kramer      | Jon Vitti                                            | 10 de março de 2002     | DABF09           | 14,46                          |
| 283       | 14           | "Tales from the Public Domain"  | Mike B. Anderson  | Andrew Kreisberg, Josh Lieb e Matt Warburton         | 17 de março de 2002     | DABF08           | 11,69                          |
| 284       | 15           | "Blame It on Lisa"              | Steven Dean Moore | Bob Bendetson                                        | 31 de março de 2002     | DABF10           | 11,12                          |
| 285       | 16           | "Weekend at Burnsie's"          | Michael Marcantel | Jon Vitti                                            | 7 de abril de 2002      | DABF11           | 12,49                          |
| 286       | 17           | "Gump Roast"                    | Mark Kirkland     | Deb Lacusta e Dan Castellaneta                       | 21 de abril de 2002     | DABF12           | 12,26                          |
| 287       | 18           | "I Am Furious (Yellow)"         | Chuck Sheetz      | John Swartzwelder                                    | 28 de abril de 2002     | DABF13           | 13,38                          |
| 288       | 19           | "The Sweetest Apu"              | Matthew Nastuk    | John Swartzwelder                                    | 5 de maio de 2002       | DABF14           | 11,83                          |
| 289       | 20           | "Little Girl in the Big Ten"    | Lauren MacMullan  | Jon Vitti                                            | 12 de maio de 2002      | DABF15           | 11,23                          |
| 290       | 21           | "The Frying Game"               | Michael Polcino   | John Swartzwelder                                    | 19 de maio de 2002      | DABF16           | 10,79                          |
| 291       | 22           | "Poppa's Got a Brand New Badge" | Pete Michels      | Dana Gould                                           | 22 de maio de 2002      | DABF17           | 8,18                           |

### 14.ª temporada (2002–03)
| N.º geral | N.º na temp. | Título                              | Dirigido por      | Escrito por                               | Exibição original       | Cód. de produção | Audiência nos EUA (em milhões) |
| --------- | ------------ | ----------------------------------- | ----------------- | ----------------------------------------- | ----------------------- | ---------------- | ------------------------------ |
| 292       | 1            | "Treehouse of Horror XIII"          | David Silverman   | Marc Wilmore, Brian Kelley e Kevin Curran | 3 de novembro de 2002   | DABF19           | 16,67                          |
| 293       | 2            | "How I Spent My Strummer Vacation"  | Mike B. Anderson  | Mike Scully                               | 10 de novembro de 2002  | DABF22           | 12,51                          |
| 294       | 3            | "Bart vs. Lisa vs. the Third Grade" | Steven Dean Moore | Tim Long                                  | 17 de novembro de 2002  | DABF20           | 13,34                          |
| 295       | 4            | "Large Marge"                       | Jim Reardon       | Ian Maxtone-Graham                        | 24 de novembro de 2002  | DABF18           | 17,38                          |
| 296       | 5            | "Helter Shelter"                    | Mark Kirkland     | Brian Pollack e Mert Rich                 | 1 de dezembro de 2002   | DABF21           | 15,11                          |
| 297       | 6            | "The Great Louse Detective"         | Steven Dean Moore | John Frink e Don Payne                    | 15 de dezembro de 2002  | EABF01           | 15,47                          |
| 298       | 7            | "Special Edna"                      | Bob Anderson      | Dennis Snee                               | 5 de janeiro de 2003    | EABF02           | 15,00                          |
| 299       | 8            | "The Dad Who Knew Too Little"       | Mark Kirkland     | Matt Selman                               | 12 de janeiro de 2003   | EABF03           | 12,76                          |
| 300       | 9            | "The Strong Arms of the Ma"         | Pete Michels      | Carolyn Omine                             | 2 de fevereiro de 2003  | EABF04           | 15,37                          |
| 301       | 10           | "Pray Anything"                     | Michael Polcino   | Sam O'Neal e Neal Boushell                | 9 de fevereiro de 2003  | EABF06           | 13,40                          |
| 302       | 11           | "Barting Over"                      | Matthew Nastuk    | Andrew Kreisberg                          | 16 de fevereiro de 2003 | EABF05           | 21,31                          |
| 303       | 12           | "I'm Spelling as Fast as I Can"     | Nancy Kruse       | Kevin Curran                              | 16 de fevereiro de 2003 | EABF07           | 22,04                          |
| 304       | 13           | "A Star Is Born Again"              | Michael Marcantel | Brian Kelley                              | 2 de março de 2003      | EABF08           | 14,56                          |
| 305       | 14           | "Mr. Spritz Goes to Washington"     | Lance Kramer      | John Swartzwelder                         | 9 de março de 2003      | EABF09           | 14,43                          |
| 306       | 15           | "C.E.D'oh"                          | Mike B. Anderson  | Dana Gould                                | 16 de março de 2003     | EABF10           | 12,96                          |
| 307       | 16           | "'Scuse Me While I Miss the Sky"    | Steven Dean Moore | Dan Greaney e Allen Glazier               | 30 de março de 2003     | EABF11           | 12,56                          |
| 308       | 17           | "Three Gays of the Condo"           | Mark Kirkland     | Matt Warburton                            | 13 de abril de 2003     | EABF12           | 12,02                          |
| 309       | 18           | "Dude, Where's My Ranch?"           | Chris Clements    | Ian Maxtone-Graham                        | 27 de abril de 2003     | EABF13           | 11,71                          |
| 310       | 19           | "Old Yeller-Belly"                  | Bob Anderson      | John Frink e Don Payne                    | 4 de maio de 2003       | EABF14           | 11,59                          |
| 311       | 20           | "Brake My Wife, Please"             | Pete Michels      | Tim Long                                  | 11 de maio de 2003      | EABF15           | 10,56                          |
| 312       | 21           | "The Bart of War"                   | Michael Polcino   | Marc Wilmore                              | 18 de maio de 2003      | EABF16           | 12,10                          |
| 313       | 22           | "Moe Baby Blues"                    | Lauren MacMullan  | J. Stewart Burns                          | 18 de maio de 2003      | EABF17           | 13,44                          |

### 15.ª temporada (2003–04)
| N.º geral | N.º na temp. | Título                                                             | Dirigido por      | Escrito por                     | Exibição original       | Cód. de produção | Audiência nos EUA (em milhões) |
| --------- | ------------ | ------------------------------------------------------------------ | ----------------- | ------------------------------- | ----------------------- | ---------------- | ------------------------------ |
| 314       | 1            | "Treehouse of Horror XIV"                                          | Steven Dean Moore | John Swartzwelder               | 2 de novembro de 2003   | EABF21           | 16,23                          |
| 315       | 2            | "My Mother the Carjacker"                                          | Nancy Kruse       | Michael Price                   | 9 de novembro de 2003   | EABF18           | 12,38                          |
| 316       | 3            | "The President Wore Pearls"                                        | Mike B. Anderson  | Dana Gould                      | 16 de novembro de 2003  | EABF20           | 12,74                          |
| 317       | 4            | "The Regina Monologues"                                            | Mark Kirkland     | John Swartzwelder               | 23 de novembro de 2003  | EABF22           | 12,17                          |
| 318       | 5            | "The Fat and the Furriest"                                         | Matthew Nastuk    | Joel H. Cohen                   | 30 de novembro de 2003  | EABF19           | 11,70                          |
| 319       | 6            | "Today I Am a Clown"                                               | Nancy Kruse       | Joel H. Cohen                   | 7 de dezembro de 2003   | FABF01           | 10,50                          |
| 320       | 7            | "'Tis the Fifteenth Season"                                        | Steven Dean Moore | Michael Price                   | 14 de dezembro de 2003  | FABF02           | 11,28                          |
| 321       | 8            | "Marge vs. Singles, Seniors, Childless Couples and Teens and Gays" | Bob Anderson      | Jon Vitti                       | 4 de janeiro de 2004    | FABF03           | 12,00                          |
| 322       | 9            | "I, (Annoyed Grunt)-bot"                                           | Lauren MacMullan  | Dan Greaney e Allen Glazier     | 11 de janeiro de 2004   | FABF04           | 16,30                          |
| 323       | 10           | "Diatribe of a Mad Housewife"                                      | Mark Kirkland     | Robin J. Stein                  | 25 de janeiro de 2004   | FABF05           | 10,63                          |
| 324       | 11           | "Margical History Tour"                                            | Mike B. Anderson  | Brian Kelley                    | 8 de fevereiro de 2004  | FABF06           | 8,87                           |
| 325       | 12           | "Milhouse Doesn't Live Here Anymore"                               | Matthew Nastuk    | Julie Chambers e David Chambers | 15 de fevereiro de 2004 | FABF07           | 9,43                           |
| 326       | 13           | "Smart & Smarter"                                                  | Steven Dean Moore | Carolyn Omine                   | 22 de fevereiro de 2004 | FABF09           | 12,60                          |
| 327       | 14           | "The Ziff Who Came to Dinner"                                      | Nancy Kruse       | Deb Lacusta e Dan Castellaneta  | 14 de março de 2004     | FABF08           | 10,67                          |
| 328       | 15           | "Co-Dependents' Day"                                               | Bob Anderson      | Matt Warburton                  | 21 de março de 2004     | FABF10           | 11,24                          |
| 329       | 16           | "The Wandering Juvie"                                              | Lauren MacMullan  | John Frink e Don Payne          | 28 de março de 2004     | FABF11           | 10,52                          |
| 330       | 17           | "My Big Fat Geek Wedding"                                          | Mark Kirkland     | Kevin Curran                    | 18 de abril de 2004     | FABF12           | 9,21                           |
| 331       | 18           | "Catch 'Em If You Can"                                             | Matthew Nastuk    | Ian Maxtone-Graham              | 25 de abril de 2004     | FABF14           | 9,28                           |
| 332       | 19           | "Simple Simpson"                                                   | Jim Reardon       | Jon Vitti                       | 2 de maio de 2004       | FABF15           | 9,51                           |
| 333       | 20           | "The Way We Weren't"                                               | Mike B. Anderson  | J. Stewart Burns                | 9 de maio de 2004       | FABF13           | 6,64                           |
| 334       | 21           | "Bart-Mangled Banner"                                              | Steven Dean Moore | John Frink                      | 16 de maio de 2004      | FABF17           | 8,69                           |
| 335       | 22           | "Fraudcast News"                                                   | Bob Anderson      | Don Payne                       | 23 de maio de 2004      | FABF18           | 9,40                           |

### 16.ª temporada (2004–05)
| N.º geral | N.º na temp. | Título                                         | Dirigido por      | Escrito por        | Exibição original       | Cód. de produção | Audiência nos EUA (em milhões) |
| --------- | ------------ | ---------------------------------------------- | ----------------- | ------------------ | ----------------------- | ---------------- | ------------------------------ |
| 336       | 1            | "Treehouse of Horror XV"                       | David Silverman   | Bill Odenkirk      | 7 de novembro de 2004   | FABF23           | 11,29                          |
| 337       | 2            | "All's Fair in Oven War"                       | Mark Kirkland     | Matt Selman        | 14 de novembro de 2004  | FABF20           | 11,64                          |
| 338       | 3            | "Sleeping with the Enemy"                      | Lauren MacMullan  | Jon Vitti          | 21 de novembro de 2004  | FABF19           | 9,95                           |
| 339       | 4            | "She Used to Be My Girl"                       | Matthew Nastuk    | Tim Long           | 5 de dezembro de 2004   | FABF22           | 10,81                          |
| 340       | 5            | "Fat Man and Little Boy"                       | Mike B. Anderson  | Joel H. Cohen      | 12 de dezembro de 2004  | FABF21           | 10,31                          |
| 341       | 6            | "Midnight Rx"                                  | Nancy Kruse       | Marc Wilmore       | 16 de janeiro de 2005   | FABF16           | 8,11                           |
| 342       | 7            | "Mommie Beerest"                               | Mark Kirkland     | Michael Price      | 30 de janeiro de 2005   | GABF01           | 9,97                           |
| 343       | 8            | "Homer and Ned's Hail Mary Pass"               | Steven Dean Moore | Tim Long           | 6 de fevereiro de 2005  | GABF02           | 23,07                          |
| 344       | 9            | "Pranksta Rap"                                 | Mike B. Anderson  | Matt Selman        | 13 de fevereiro de 2005 | GABF03           | 8,01                           |
| 345       | 10           | "There's Something About Marrying"             | Nancy Kruse       | J. Stewart Burns   | 20 de fevereiro de 2005 | GABF04           | 10,39                          |
| 346       | 11           | "On a Clear Day I Can't See My Sister"         | Bob Anderson      | Jeff Westbrook     | 6 de março de 2005      | GABF05           | 10,39                          |
| 347       | 12           | "Goo Goo Gai Pan"                              | Lance Kramer      | Lawrence Talbot    | 13 de março de 2005     | GABF06           | 10,28                          |
| 348       | 13           | "Mobile Homer"                                 | Raymond S. Persi  | Tim Long           | 20 de março de 2005     | GABF07           | 8,49                           |
| 349       | 14           | "The Seven-Beer Snitch"                        | Matthew Nastuk    | Bill Odenkirk      | 3 de abril de 2005      | GABF08           | 7,48                           |
| 350       | 15           | "Future-Drama"                                 | Mike B. Anderson  | Matt Selman        | 17 de abril de 2005     | GABF12           | 8,31                           |
| 351       | 16           | "Don't Fear the Roofer"                        | Mark Kirkland     | Kevin Curran       | 1 de maio de 2005       | GABF10           | 11,92                          |
| 352       | 17           | "The Heartbroke Kid"                           | Steven Dean Moore | Ian Maxtone-Graham | 1 de maio de 2005       | GABF11           | 10,79                          |
| 353       | 18           | "A Star Is Torn"                               | Nancy Kruse       | Carolyn Omine      | 8 de maio de 2005       | GABF13           | 8,72                           |
| 354       | 19           | "Thank God It's Doomsday"                      | Michael Marcantel | Don Payne          | 8 de maio de 2005       | GABF14           | 10,05                          |
| 355       | 20           | "Home Away from Homer"                         | Bob Anderson      | Joel H. Cohen      | 15 de maio de 2005      | GABF15           | 8,17                           |
| 356       | 21           | "The Father, the Son, and the Holy Guest Star" | Michael Polcino   | Matt Warburton     | 15 de maio de 2005      | GABF09           | 9,69                           |

### 17.ª temporada (2005–06)
| N.º geral | N.º na temp. | Título                               | Dirigido por      | Escrito por                    | Exibição original       | Cód. de produção | Espectadores nos EUA (em milhões) |
| --------- | ------------ | ------------------------------------ | ----------------- | ------------------------------ | ----------------------- | ---------------- | --------------------------------- |
| 357       | 1            | "The Bonfire of the Manatees"        | Mark Kirkland     | Dan Greaney                    | 11 de setembro de 2005  | GABF18           | 11,10                             |
| 358       | 2            | "The Girl Who Slept Too Little"      | Raymond S. Persi  | John Frink                     | 18 de setembro de 2005  | GABF16           | 10,00                             |
| 359       | 3            | "Milhouse of Sand and Fog"           | Steven Dean Moore | Patric M. Verrone              | 25 de setembro de 2005  | GABF19           | 10,46                             |
| 360       | 4            | "Treehouse of Horror XVI"            | David Silverman   | Marc Wilmore                   | 6 de novembro de 2005   | GABF17           | 11,66                             |
| 361       | 5            | "Marge's Son Poisoning"              | Mike B. Anderson  | Daniel Chun                    | 13 de novembro de 2005  | GABF20           | 11,41                             |
| 362       | 6            | "See Homer Run"                      | Nancy Kruse       | Stephanie Gillis               | 20 de novembro de 2005  | GABF21           | 10,31                             |
| 363       | 7            | "The Last of the Red Hat Mamas"      | Matthew Nastuk    | Joel H. Cohen                  | 27 de novembro de 2005  | GABF22           | 11,46                             |
| 364       | 8            | "The Italian Bob"                    | Mark Kirkland     | John Frink                     | 11 de dezembro de 2005  | HABF02           | 10,30                             |
| 365       | 9            | "Simpsons Christmas Stories"         | Steven Dean Moore | Don Payne                      | 18 de dezembro de 2005  | HABF01           | 9,93                              |
| 366       | 10           | "Homer's Paternity Coot"             | Mike B. Anderson  | Joel H. Cohen                  | 8 de janeiro de 2006    | HABF03           | 10,11                             |
| 367       | 11           | "We're on the Road to D'ohwhere"     | Nancy Kruse       | Kevin Curran                   | 29 de janeiro de 2006   | HABF04           | 8,97                              |
| 368       | 12           | "My Fair Laddy"                      | Bob Anderson      | Michael Price                  | 26 de fevereiro de 2006 | HABF05           | 9,51                              |
| 369       | 13           | "The Seemingly Never-Ending Story"   | Raymond S. Persi  | Ian Maxtone-Graham             | 12 de março de 2006     | HABF06           | 9,71                              |
| 370       | 14           | "Bart Has Two Mommies"               | Mike Marcantel    | Dana Gould                     | 19 de março de 2006     | HABF07           | 8,67                              |
| 371       | 15           | "Homer Simpson, This Is Your Wife"   | Matthew Nastuk    | Ricky Gervais                  | 26 de março de 2006     | HABF08           | 10,09                             |
| 372       | 16           | "Million-Dollar Abie"                | Steven Dean Moore | Tim Long                       | 2 de abril de 2006      | HABF09           | 7,84                              |
| 373       | 17           | "Kiss Kiss, Bang Bangalore"          | Mark Kirkland     | Deb Lacusta e Dan Castellaneta | 9 de abril de 2006      | HABF10           | 8,27                              |
| 374       | 18           | "The Wettest Stories Ever Told"      | Mike B. Anderson  | Jeff Westbrook                 | 23 de abril de 2006     | HABF11           | 7,10                              |
| 375       | 19           | "Girls Just Want to Have Sums"       | Nancy Kruse       | Matt Selman                    | 30 de abril de 2006     | HABF12           | 8,74                              |
| 376       | 20           | "Regarding Margie"                   | Michael Polcino   | Marc Wilmore                   | 7 de maio de 2006       | HABF13           | 8,47                              |
| 377       | 21           | "The Monkey Suit"                    | Raymond S. Persi  | J. Stewart Burns               | 14 de maio de 2006      | HABF14           | 8,41                              |
| 378       | 22           | "Marge and Homer Turn a Couple Play" | Bob Anderson      | Joel H. Cohen                  | 21 de maio de 2006      | HABF16           | 8,22                              |

### 18.ª temporada (2006–07)
| N.º geral | N.º na temp. | Título                                           | Dirigido por                       | Escrito por                        | Exibição original       | Cód. de produção | Audiência nos EUA (em milhões) |
| --------- | ------------ | ------------------------------------------------ | ---------------------------------- | ---------------------------------- | ----------------------- | ---------------- | ------------------------------ |
| 379       | 1            | "The Mook, the Chef, the Wife and Her Homer"     | Michael Marcantel                  | Bill Odenkirk                      | 10 de setembro de 2006  | HABF15           | 11,63                          |
| 380       | 2            | "Jazzy and the Pussycats"                        | Steven Dean Moore                  | Daniel Chun                        | 17 de setembro de 2006  | HABF18           | 9,01                           |
| 381       | 3            | "Please Homer, Don't Hammer 'Em"                 | Mike B. Anderson e Ralph Sosa      | Matt Warburton                     | 24 de setembro de 2006  | HABF20           | 9,72                           |
| 382       | 4            | "Treehouse of Horror XVII"                       | David Silverman e Matthew Faughnan | Peter Gaffney                      | 5 de novembro de 2006   | HABF17           | 10,46                          |
| 383       | 5            | "G.I. (Annoyed Grunt)"                           | Nancy Kruse                        | Daniel Chun                        | 12 de novembro de 2006  | HABF21           | 11,43                          |
| 384       | 6            | "Moe'N'a Lisa"                                   | Mark Kirkland                      | Matt Warburton                     | 19 de novembro de 2006  | HABF19           | 9,27                           |
| 385       | 7            | "Ice Cream of Margie (with the Light Blue Hair)" | Matthew Nastuk                     | Carolyn Omine                      | 26 de novembro de 2006  | HABF22           | 10,93                          |
| 386       | 8            | "The Haw-Hawed Couple"                           | Chris Clements                     | Matt Selman                        | 10 de dezembro de 2006  | JABF02           | 8,31                           |
| 387       | 9            | "Kill Gil, Volumes I & II"                       | Bob Anderson                       | Jeff Westbrook                     | 17 de dezembro de 2006  | JABF01           | 8,88                           |
| 388       | 10           | "The Wife Aquatic"                               | Lance Kramer                       | Kevin Curran                       | 7 de janeiro de 2007    | JABF03           | 11,62                          |
| 389       | 11           | "Revenge Is a Dish Best Served Three Times"      | Michael Polcino                    | Joel H. Cohen                      | 28 de janeiro de 2007   | JABF05           | 8,04                           |
| 390       | 12           | "Little Big Girl"                                | Raymond S. Persi                   | Don Payne                          | 11 de fevereiro de 2007 | JABF04           | 8,18                           |
| 391       | 13           | "Springfield Up"                                 | Chuck Sheetz                       | Matt Warburton                     | 18 de fevereiro de 2007 | JABF07           | 8,74                           |
| 392       | 14           | "Yokel Chords"                                   | Susie Dietter                      | Michael Price                      | 4 de março de 2007      | JABF09           | 9,04                           |
| 393       | 15           | "Rome-Old and Juli-Eh"                           | Nancy Kruse                        | Daniel Chun                        | 11 de março de 2007     | JABF08           | 8,79                           |
| 394       | 16           | "Homerazzi"                                      | Matthew Nastuk                     | J. Stewart Burns                   | 25 de março de 2007     | JABF06           | 6,97                           |
| 395       | 17           | "Marge Gamer"                                    | Bob Anderson                       | J. Stewart Burns                   | 22 de abril de 2007     | JABF10           | 6,46                           |
| 396       | 18           | "The Boys of Bummer"                             | Rob Oliver                         | Michael Price                      | 29 de abril de 2007     | JABF11           | 7,57                           |
| 397       | 19           | "Crook and Ladder"                               | Lance Kramer                       | Bill Odenkirk                      | 6 de maio de 2007       | JABF13           | 7,77                           |
| 398       | 20           | "Stop! Or My Dog Will Shoot"                     | Matthew Faughnan                   | John Frink                         | 13 de maio de 2007      | JABF12           | 6,54                           |
| 399       | 21           | "24 Minutes"                                     | Raymond S. Persi                   | Billy Kimball e Ian Maxtone-Graham | 20 de maio de 2007      | JABF14           | 9,94                           |
| 400       | 22           | "You Kent Always Say What You Want"              | Matthew Nastuk                     | Tim Long                           | 20 de maio de 2007      | JABF15           | 9,94                           |

### The Simpsons Movie(2007)
| Título             | Dirigido por    | Escrito por | Lançamento nos EUA     |
| ------------------ | --------------- | --- | ---------------------- |
| The Simpsons Movie | David Silverman | James L. Brooks, Matt Groening, Al Jean, Ian Maxtone-Graham, George Meyer, David Mirkin, Mike Reiss, Mike Scully, Matt Selman, John Swartzwelder e Jon Vitti | 23 de setembro de 2007 |

### 19.ª temporada (2007–08)
Predefinição:Tabela de episódios

### 20.ª temporada (2008–09)
Predefinição:AP
Predefinição:Tabela de episódios